# Chœur de la chapelle Sixtine
 (avril 2023).
Si vous disposez d'ouvrages ou d'articles de référence ou si vous connaissez des sites web de qualité traitant du thème abordé ici, merci de compléter l'article en donnant les références utiles à sa vérifiabilité et en les liant à la section « Notes et références ».
Le Chœur de la chapelle Sixtine (en italien, Cappella musicale pontificia sistina) est un chœur basé à la Cité du Vatican : il s'agit d'un des plus anciens chœurs religieux au monde. À l'heure actuelle, le chœur comprend vingt chanteurs hommes (hautes-contre, ténors et basses) ainsi qu'une trentaine de jeunes garçons (I Pueri Cantores, sopranos et contraltos), deux ensembles Octoclaves et Nuovo Quartetto Vocale Romano.

## Histoire

### Moyen Âge (600 — vers 1300)
Bien que l'on sache que l'Église utilise la musique depuis ses débuts, ce n'est qu'à partir de cette période qu'elle tente de donner une dimension de beauté et de splendeur au chant sacré.
Dès le pontificat de Sylvestre Ier (314-335), on trouve une société régulière constituée de chanteurs, sous le nom de Schola Cantorum, qui vivent ensemble dans un bâtiment consacré à leur usage exclusif. Le mot schola est à l'époque la désignation habituelle d'une association pour des activités ou des professions et ne désigne pas, comme de nos jours, une école. La schola a plus le caractère d'une guilde, une caractéristique qui correspond au chœur du pape pendant de nombreux siècles.
Le pape Hilaire (461-468) ordonne que les chanteurs pontificaux vivent en communauté, tandis que Grégoire Ier (590-604), rend permanente l'institution rattachée à Saint-Jean-de-Latran y compris à l'époque des moines.
Pendant plusieurs siècles, la schola cantorum  du pape conserve le même caractère général. À sa tête, le grand chantre ou primicerius, était toujours un ecclésiastique de haut rang et souvent un évêque. Bien qu'il fût de son devoir d'entonner les chants divers, devant être suivis par le reste des chanteurs, il n'était pas leur maître dans le sens moderne du terme technique.

### Rome, Avignon et Rome à nouveau (1300 — 1471)
Au cours de la résidence des papes à Avignon au XIIIe siècle, des changements notables ont lieu : Innocent IV ne prend pas sa schola cantorum en sa nouvelle demeure, mais la maintient à Rome, sous la condition du  maintien de ses propriétés, dîmes, et autres revenus. La vie communautaire parmi les chanteurs semble prendre fin à cette période.
Clément V (1305-1314) forme un nouveau chœur à Avignon, constitué en partie par la plupart des chanteurs français, qui montrent une préférence marquée pour les nouveaux développements dans la musique de l'Église — le déchant et le faux-bourdon, qui ont entre-temps acquis une grande vogue en France.
Quand Grégoire XI retourne à Rome, il amène ses chanteurs avec lui et les intègre à l'ancienne schola cantorum. Avant le séjour de la Cour pontificale d'Avignon, il était du devoir de la schola d'accompagner le pape à l'église où il se rendait. La coutume établie à Avignon de célébrer toutes les fonctions pontificales dans l'église papale ou une chapelle, s'est poursuivie lors du retour à Rome et existe depuis. Le primicerius d'autrefois n'est plus mentionné, mais est remplacé par le capellæ magister, dont le titre, cependant, continue à être plus honorifique, détenu par un évêque ou un prélat. Il ne s'agit pas d'une indication de direction technique, qui pourrait être reçue à partir de positions relatives, attribuées aux divers dignitaires, leurs prérogatives, etc.
Ainsi, le capellæ magister vient immédiatement après les cardinaux, suivi, dans l'ordre donné par les sacristains, par les cantores, capellani et clerici (chantres, chapelains et clercs).

### Renaissance et le premier âge d'or (1471 — 1545)
Avec la construction par Sixte IV (1471-1484) de l'église pour la célébration de toutes les fonctions papales, depuis connue sous le nom de Chapelle Sixtine, la schola cantorum  originale et ensuite capella Pontificia ou capella papale devient la ""capella sistina"", ou Chœur de la chapelle Sixtine, qui conserve encore plus ou moins son caractère de guilde. Il s'agit du début de l'âge d'or.
Jusqu'à cette période, le nombre de chanteurs varie considérablement :  il descend parfois à neuf hommes et six garçons. Par une bulle datée de novembre 1483, Sixte IV en fixe le nombre à vingt-quatre, six pour chacune des parties.
Après l'année 1441, les archives ne mentionnent plus la présence des garçons dans le chœur, les voix hautes, soprano et alto, étant désormais chantées par des sopranistes naturels (et parfois contre nature), soprano et ténors légers respectivement. L'adhésion au chœur papal devient le grand désir de chanteurs, créateurs de contrepoints et compositeurs de tous les pays, ce qui explique la présence à Rome, au moins pour un temps, de la plupart des grands noms de cette période.

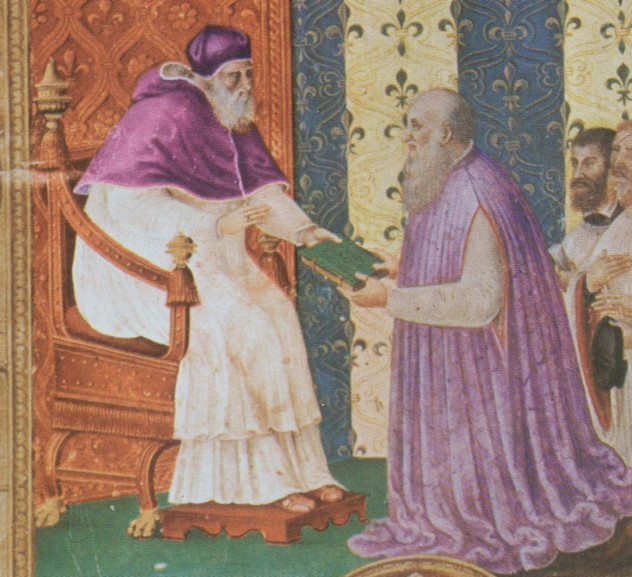
Présentation des Constitutions de la Chapelle au Pape Paul III

Le désir de rétablir une sorte d'école préparatoire pour le chœur papal, sur la base de l'ancienne schola, et accessoirement de devenir indépendant de l'ultramontain, ou de chanteurs étrangers, conduit Jules II (1503-1513) à produire, le 19 février 1512, la bulle Cappella Giulia, puis la formation du même nom, qui à ce jour assure toutes les fonctions du chœur de Saint-Pierre. Elle est devenue en effet, et a toujours été depuis, une crèche et tremplin pour faire partie du Chœur de la Chapelle Sixtine. Les objectifs artistiques de son fondateur ont cependant rarement été atteints, en raison de la rareté des grands chefs de chœur.
Léon X (1513-1521), lui-même musicien, en choisissant comme chef de l'organisation un vrai musicien, indépendamment de son rang clérical, a franchi une étape qui était de la plus haute importance pour l'avenir.
Cela a pour effet de transformer un groupe de virtuoses vocaux en une entité vocale homogène, dont l'interprétation des plus grandes œuvres de la polyphonie est devenu un modèle pour le reste du monde. La période de Léon X a été quelque peu contrebalancée par Paul III (1534-1549), le 17 novembre 1545 : il publie une bulle qui approuve une nouvelle constitution du chœur, en vigueur depuis, et selon lequel le chef de chœur propose les candidats à l'adhésion : ces candidatures sont ensuite examinées par la compagnie de chanteurs.

### Déclin progressif dans la période baroque (1545 — 1898)
Alors que le Chœur de la Chapelle Sixtine a été l'objet, depuis sa fondation, de nombreuses vicissitudes, son niveau artistique et moral fluctue avec les mutations de l'époque, et n'a plus pour but et objet de produire, au siège de l'autorité ecclésiastique, le modèle le plus élevé de la musique liturgique ainsi que sa performance[réf. nécessaire].

### Le deuxième âge d'or et déclin (1898 — 1956)

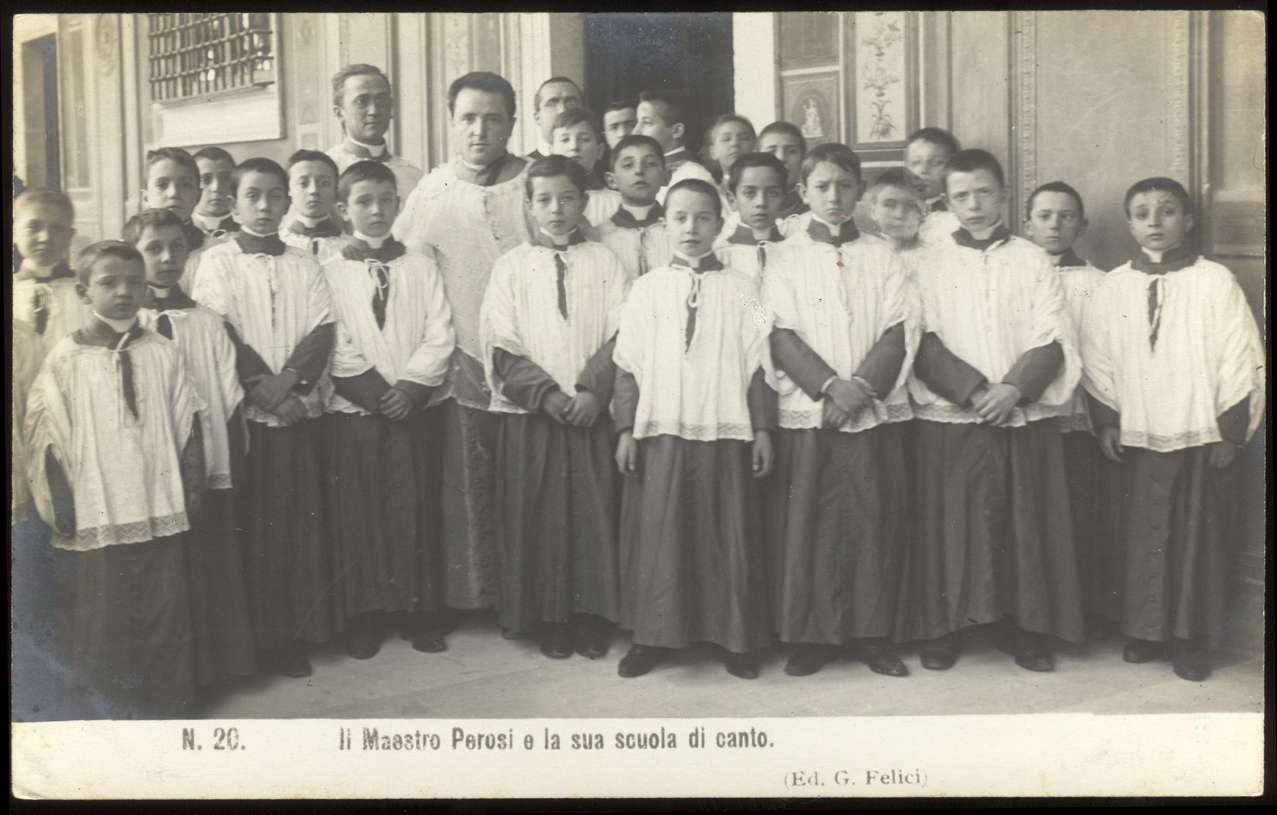
Don Perosi avec son école du chant - scuola di canto1905).

L'adhésion du Pape Pie X, sans doute le pape le plus musical depuis Grégoire Ier, a provoqué un bouleversement complet de la qualité de la musique au Vatican. Sous la direction de Pie X, ami de longue date, le compositeur/chef d'orchestre Don Lorenzo Perosi, le niveau artistique du Chœur de la Chapelle Sixtine a été porté à un point plus élevé qu'il ne l'avait occupé pendant les trente ou quarante dernières années. Seulement deux mois après son élection, en 1903, Pie X publie le Motu proprio (coécrit, sans doute, par Perosi, son grand ami, qui était maître de chapelle depuis 1898 et est promu au "Maestro Perpetuo"). Après les voix de castrats suivent les voix des garçons. L'une des raisons en était que Pie était ardemment contre la pratique de la castration de l'homme. Ainsi, il déclare que seuls les «hommes complets» devraient être autorisés à être choristes ou prêtres. Ainsi se termine la place du castrat au sein de l'Église catholique dans les tribunes et les chaires du chœur.
Le répertoire du chœur se composait fortement des compositions de Don Perosi lui-même. Bien que le titre Maestro Perosi était «perpétuel», ce qui signifie qu'il l'a occupé jusqu'à sa mort, en 1956, il a souffert de problèmes chroniques mentaux résultant de divers interrègnes au cours de son mandat d'administrateur. Ces problèmes se manifestent au début de la Première Guerre mondiale et continuent jusqu'à la mort de Perosi. Naturellement, les mêmes normes élevées en matière de musique n'ont pas pu être maintenues pendant les absences de Don Perosi.

### Histoire récente (1956 — 1997)
Domenico Bartolucci succéda à Perosi en 1956. Bien que Bartolucci ait conservé une grande partie de la musique de Perosi dans le répertoire du chœur - musique qu'il respectait réellement - Bartolucci était un musicien différent de Perosi. En particulier, ses tempos étaient lents : pour cette raison, il est reconnu comme l'un des plus grands exécuteurs de Palestrina. Cependant, sa composition la plus célèbre, la Missa de Angelis est un morceau brillant et glorieux pour quatre voix (SATB) et orgue.
Durant les dix années d'exercice de direction par Bartolucci, le Concile Vatican II a apporté des changements drastiques sur tous les aspects de la liturgie. La musique n'a certainement pas fait exception.

## Le Chœur aujourd'hui
Bartolucci fut remplacé en tant que chef de chœur par Mgr Giuseppe Liberto en 1997. Au cours de son mandat d'administrateur, Liberto parle ouvertement des problèmes de la musique dans l'Église catholique depuis Vatican II. « Toute forme d'action de guérilla contre Vatican II ne produit pas de bons fruits. Les principes du Conseil en sont maintenant intouchables ».
Le 16 octobre 2010, Massimo Palombella, un prêtre salésien, est nommé par le pape Benoît XVI pour remplacer Liberto en tant que chef de chœur. En 2019, Marcos Pavan est nommé comme chef de chœur intérimaire, puis il est titularisé en 2020.

## Liste des directeurs
- Giuseppe Baini (1818-1844)
- Domenico Mustafà (1848-1902)
- Lorenzo Perosi (1902-1956)
- Domenico Bartolucci (1956-1997)
- Giuseppe Liberto (it) (1997-2010)
- Massimo Palombella (it) (2010-2019)
- Marcos Pavan (it), intérimaire en 2019, titulaire depuis 2020[4].